# آن فيرغسون
آن فيرغسون (بالإنجليزية: Ann Ferguson)‏ هي كاتِبة وفيلسوفة أمريكية، ولدت في 3 يونيو 1938.